# Bing Crosby
Harry Lillis „Bing” Crosby (Tacoma, Washington, 1903. május 3. – Madrid, 1977. október 14.) Oscar-díjas amerikai színész, énekes.
Crosby védjegye jellegzetes basszusbariton hangja volt, ami a 20. század egyik legkeresettebb előadójává tette. Több mint fél milliárd lemeze került forgalomba.
1934 és 1954 között vezette a hanglemezeladási statisztikákat. Olyan előadókra volt hatással, mint Frank Sinatra, Perry Como, vagy Dean Martin.
1945-ben Oscar-díjat nyert legjobb férfi főszereplő kategóriában A magam útját járomban alakításának köszönhetően, ahol a fiatal, ambiciózus katolikus papot, Chuck O’Malley atyát formálta meg. Egy évvel később a Szent Mary harangjaiban ugyanazt a karaktert játszotta el, ami Oscar-jelölést ért. Ezzel a teljesítménnyel első lett azon négy színész közül a filmtörténelemben, akit kétszer jelöltek az Akadémia díjára ugyanazon karakter megformálásáért.
Crosby az első 22 hollywoodi sztárok egyike volt, akik csillagot kaptak a Hollywood Walk of Fame-en.

## Fiatalkora
A Washington állambeli Tacomában látta meg a napvilágot 1903-ban, édesapja építette házában. Hét gyermek közül negyedikként született. Apai ágon angol, míg anyai ágon ír felmenőkkel rendelkezett. A család 1906-ban a szintén Washington állambeli Spokane-be költözött.
Harry Crosby hatévesen lett végérvényesen átnevezve. Egy helyi vasárnapi újságban megjelent egy cikk a „Bingville-i hírmondó” címen, ami egy vidéki hírlevelet gúnyolt ki. Ez az ifjú Crosby tetszését is elnyerte, innentől kezdték el bingville-i Bingónak hívni, noha a későbbiekben az „o” betű lemaradt a szó végéről, és vált egyszerűen Binggé.

## Zenei karrierje
1925-ben Crosby énekes duót alakított Al Rinkerrel, aki Mildred Bailey testvére volt. Mildred mutatta be Alt és Binget Paul Whitemannek, aki abban az időben Amerika leghíresebb zenekarvezetője volt. 150 dolláros heti fizetést kaptak, első fellépésük 1926. december 6-án volt a Tivoli Színházban, Chicagóban.
Annak ellenére, hogy a Crosby-Rinker duó egyre sikeresebb lett, Whiteman még egy tagot adott a csapathoz, a zongorista Harry Barris-t, így megalakult a The Rhythm Boys, aminek Crosby hamar a frontembere lett. 1931-ben szólókarrierbe kezdett, s az évtizedben szép lassan Amerika legnépszerűbb énekesévé vált.
Legnagyobb zenei sikere kétségtelenül Irving Berlin 1942-es Fehér karácsonya, amely a Guinness Rekordok Könyve szerint minden idők legkelendőbb kislemeze volt.
A második világháború alatt többször fellépett amerikai katonák körében. Egy katonák között végzett közvélemény-kutatás során Crosbyt az első helyre sorolták, mint aki legtöbbet tett a katonai morálért. Megelőzte Franklin D. Roosevelt elnököt, Dwight D. Eisenhower tábornokot és Bob Hope rádiósztárt is.

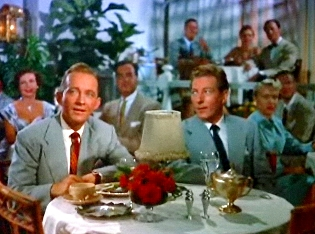
Danny Kaye-el a Fehér karácsonyban

## Filmes karrierje
1 077 900 000 eladott mozijeggyel Bing Crosby minden idők harmadik legnépszerűbb filmcsillagjának számít, Clark Gable és John Wayne mögött. Legnépszerűbb filmje, a Fehér karácsony 30 millió dolláros bevételt hozott 1954-ben. A Leo McCarey rendezte A magam útját járom című zenés vígjátékban nyújtott alakításával Oscar-díjat nyert. A vidéki lányban is emlékezetes alakítást nyújtott Grace Kelly partnereként.

## Magánélete
Crosby kétszer házasodott. Első felesége a színésznő és night club énekes Dixie Lee. Házasságuk 1930-tól a nő 1952-es haláláig tartott. Lee petefészek rákban hunyt el. Négy fiuk született: Gary, Dennis, Philip és Lindsay. Dixie halála után még szerelmi szálak fűzték egy ideig Inger Stevenshez és Grace Kellyhez. Stevens megpróbált öngyilkos is lenni, amikor Crosby szakított vele. 1957-ben vette el a színésznő Kathryn Grantet, akivel leélte hátralevő életét. Három gyermekük született: Harry, Mary és Nathaniel.
Crosby katolikus vallású volt, politikailag pedig republikánusnak vallotta magát. Az 1940-es kampányban aktívan támogatta Wendell Willkie-t Franklin D. Roosevelt ellenében. Miután Wilkie veszített, Crosby eldöntötte, hogy többé nem folyik bele a politikába.

## Halála
1977-ben Crosby Angliában utolsó albumán, a Seasonson és utolsó karácsonyi tv-különkiadásán dolgozott David Bowie vendégszereplésével. Utolsó koncertjét Brightonban adta, négy nappal halála előtt.
Az angliai munka befejezése után Spanyolországba repült, hogy vadásszon és golfozzon. A halál is a golfpályán érte, végzetes szívinfarktust kapott.

## Jelentősebb filmes díjai és jelölései
- Oscar-díj
  - díj: legjobb férfi főszereplő – A magam útját járom (1945)
  - jelölés: legjobb férfi főszereplő – Szent Mary harangjai (1946)
  - jelölés: legjobb férfi főszereplő – A vidéki lány (1955)
- Golden Globe-díj
  - jelölés: legjobb férfi főszereplő – Here Comes the Groom (1951)

## Fontosabb filmjei
- 1967 – Hatosfogat (Stagecoach) – Doc Josiah Boone
- 1964 – Robin és a hét gengszter (Robin and the 7 Hoods) – Allan A. Dale
- 1960 – Fő idény (High Time) – Harvey Howard
- 1956 – Felső tízezer (High Society) – C. K. Dexter-Haven
- 1954 – A vidéki lány (The Country Girl) – Frank Elgin
- 1954 – Fehér karácsony (White Christmas) – Bob Wallace
- 1952 – Déltengeri hercegnő (Road to Bali) – George Cochran
- 1947 – Kedvenc kis barnám (My Favorite Brunette) – Harry
- 1945 – Szent Mary harangjai (The Bells of St. Mary's) – Chuck O’Malley atya
- 1944 – A magam útját járom (Going My Way) – Chuck O’Malley atya
- 1942 – Egész évben farsang (Holiday Inn) – Jim Hardy
- 1940 – Ritmus a folyón (Rhythm on the River) – Bob Sommers

## Emlékezete
- Alakja felbukkan (említés szintjén) Kondor Vilmos magyar író Budapest novemberben című bűnügyi regényében.

## További információ
- Hivatalos oldal
- Bing Crosby a Facebookon
- Bing Crosby a PORT.hu-n (magyarul)
- Bing Crosby az Internetes Szinkronadatbázisban (magyarul)
- Bing Crosby az Internet Movie Database-ben (angolul)
- Bing Crosby a Rotten Tomatoeson (angolul)

## Fordítás
- Ez a szócikk részben vagy egészben  a   Bing_Crosby című angol Wikipédia-szócikk fordításán alapul.  Az eredeti cikk szerkesztőit annak laptörténete sorolja fel. Ez a jelzés csupán a megfogalmazás eredetét és a szerzői jogokat jelzi, nem szolgál a cikkben szereplő információk forrásmegjelöléseként.